# Herbert Ebersbach
Herbert Ebersbach (* 9. November 1902 in Wildenfels; † 28. August 1984 in Bielefeld) war ein deutscher Maler und Vertreter des Expressionismus.

## Leben
Ebersbach studierte in den 1920er Jahren an der Kunstakademie Dresden bei Otto Gußmann und Oskar Kokoschka und an der Kunstakademie Düsseldorf bei Heinrich Nauen und Heinrich Campendonk. Ebersbach war Mitglied der ASSO und der Dresdner Künstlervereinigung, 1932 schloss er sich der Dresdner Sezession 1932 an. Seine Lebensgefährtin war bis 1933 die Kunsthändlerin Hede Schönert.
Nach der Machtergreifung wurde Ebersbach obligatorisch Mitglied der Reichskammer der bildenden Künste, und er konnte sich bis 1937 an Ausstellungen beteiligen. 1937 wurden im Rahmen der deutschlandweiten konzertierten Aktion „Entartete Kunst“ von den Nationalsozialisten sein Aquarell „Drei Kinder“ aus dem Stadtmuseum Dresden und das Tafelbild „Sennelandschaft“ aus dem Städtischen Kunsthaus Bielefeld beschlagnahmt und anschließend vernichtet. Als Gegner des Nationalsozialismus kam Ebersbach nach einer Durchsuchung seines Ateliers ins KZ Hohnstein, wo er rund 14 Monate lang inhaftiert war, bevor Freunde seine Freilassung erwirken konnten. Seine Familie hatte in dieser Zeit rund 70 (nach anderen Quellen 100 bzw. 150) seiner Ölbilder verbrannt, was er als Verrat empfand und nach der Entlassung 1934 zum Bruch mit der Familie führte. Ebersbach zog, nun quasi mittel- und wohnungslos, mit sechs geretteten Ölbildern im Gepäck von Dresden zu Freunden nach Bielefeld. Während des Zweiten Weltkrieges war er dienstverpflichtet. Nach 1945 nahm Ebersbach zum Broterwerb Aufträge für Wandbilder an und arbeitete als Kunsterzieher.

## Werk

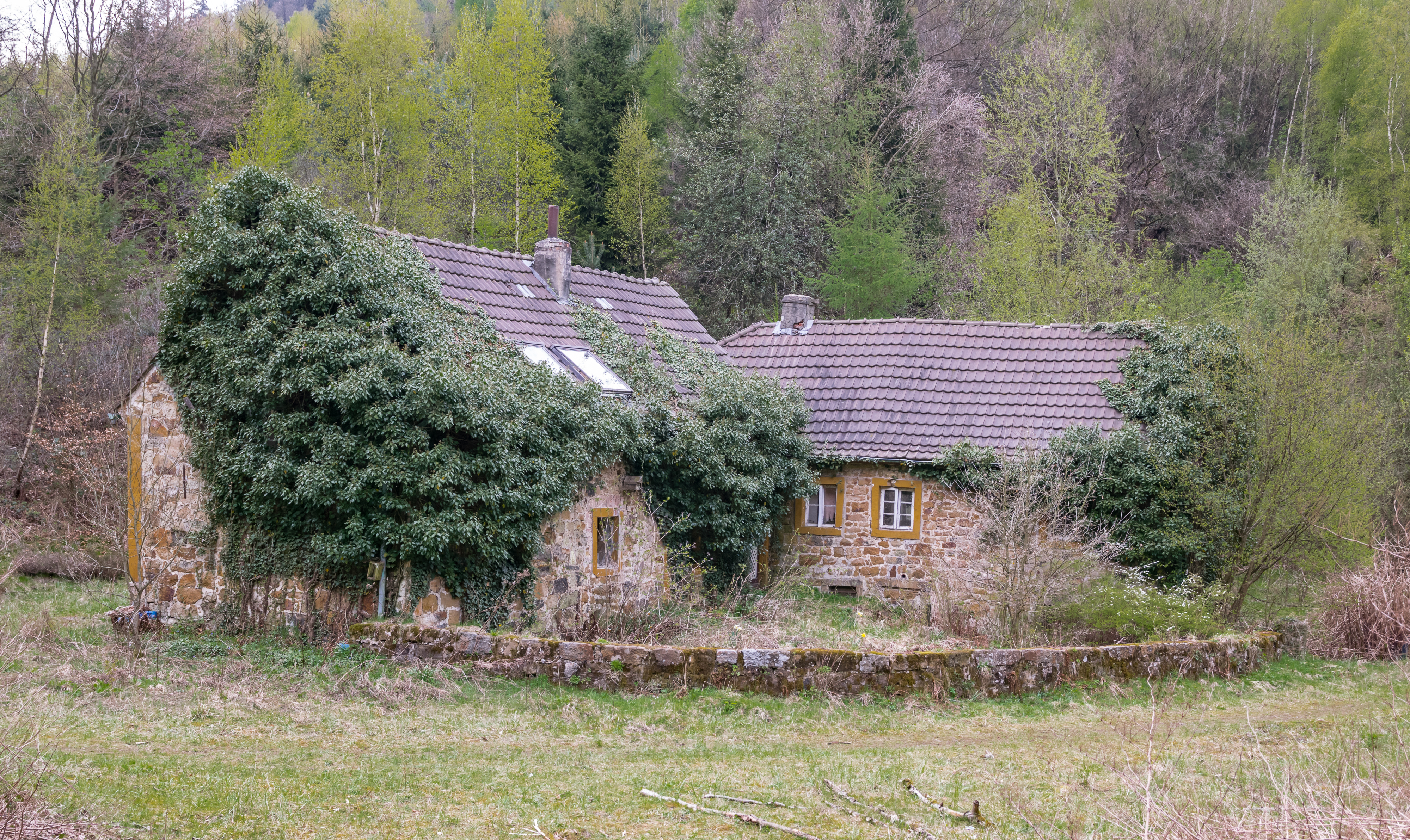
Malerhaus in der Wistinghauser Schlucht

Das Gesamtwerk Ebersbachs umfasst ca. 400 Gemälde, Druckgrafiken und Zeichnungen, davon sechs, die vor 1933 entstanden. Die durchweg figurativen Motive sind von Blumenstillleben, Landschaften und Porträts bestimmt. Speziell die Gemälde aus der Schaffenszeit in den 1960er und 1970er Jahren sind von intensiver Farbigkeit und Ausdrucksstärke geprägt.
Viele seiner Werke entstanden in der Wistinghauser Schlucht am Tönsberg bei Oerlinghausen, wo ihm die Unternehmerfamilie Haniel auf ihrem Landgut ein Atelierhaus auf Lebenszeit zur Verfügung gestellt hatte. Die Kontakte zur Familie waren um 1954 entstanden.

## Ausstellungen
- Deutsche Kunst, Kunstpalast Düsseldorf, 1928
- Dresdner Kunst 1930, Dresden, Brühlsche Terrasse
- Dresdner Sezession 1932, 1. Ausstellung, im Sächsischen Kunstverein Dresden, Brühlsche Terrasse, Dresden 1. September – 15. Oktober 1932
- Gemeinsame Ausstellung 3 Künstlergruppen. Künstlervereinigung, Deutscher Künstlerverband, Dresdner Sezession, Dresden 17. August – 15. Oktober 1933
- Sächsische Kunstausstellung Dresden 1934, Dresden, 16. Juni – 19. August 1934
- Westfront 1936. Freie Kunst im neuen Staate, Essen, 1936

- Westfalens Beitrag zur Deutschen Kunst der Gegenwart, Münster, Haus Rothenburg, 1937
- Herforder Kunstverein, 1986

- Herbert  Ebersbach: Anerkannt. Verfemt. Wiederentdeckt. Ein Expressionist der Zweiten Generation, Kunstmuseum Ahlen, 2014
- Herbert Ebersbach: Dem Leben Farbe geben, Museum Peter August Böckstiegel. 2022[2]